# Ohak-dong
Ohak-dong (koreanska: 오학동) är en stadsdel i staden Yeoju i provinsen Gyeonggi i den norra delen av Sydkorea, 65 km sydost om huvudstaden Seoul.